# Zenophleps lignicolorata
Zenophleps lignicolorata är en fjärilsart som beskrevs av Alpheus Spring Packard 1874. Zenophleps lignicolorata ingår i släktet Zenophleps och familjen mätare. Inga underarter finns listade i Catalogue of Life.